# FZR1
FZR1‏ (Fizzy and cell division cycle 20 related 1) هوَ بروتين يُشَفر بواسطة جين FZR1 في الإنسان.